# Mateusz Hołownia
Mateusz Hołownia (Biała Podlaska, 6 maggio 1998) è un calciatore polacco, difensore del GKS Tychy.

## Caratteristiche tecniche
È un terzino sinistro.

## Carriera

### Club
Cresciuto nel settore giovanile del Legia Varsavia, ha esordito in prima squadra il 9 luglio 2014 disputando l'incontro di supercoppa di Polonia perso 3-2 contro il Zawisza Bydgoszcz.

### Nazionale
Ha giocato nelle nazionali giovanili polacche Under-17 ed Under-19.

## Palmarès

### Club

#### Competizioni nazionali
- Campionato polacco: 1

Legia Varsavia: 2020-2021